# کیمبرلی بل
کیمبرلی بل (متولد ۲۰ فوریه ۱۹۶۸) رمان‌نویس معروف آمریکایی است.

## زندگی و مسیر حرفه‌ای
والدین بل شیمی‌دان و آسیب‌شناس گفتار هستند. او در کینگزپورت تنسی بزرگ شد و از کالج اگنس اسکات فارغ‌التحصیل شد. پیش از روی آوردن به نویسندگی، مشغول بازاریابی و جذب سرمایه برای سازمان مسکن برای بشر، وای دبلیو سی ای، بنیاد انی ای کیسی و مؤسسه یونایتد وی بود.

## آثار
بل با رمان ازدواج دروغین (۲۰۱۷) معروف شد. این کتاب در لیست پرفروش‌های یو اس ای تودی، وال استریت ژورنال و گلوب اند میل قرار گرفت، رتبه اول لیست پرفروش‌های آی تونز یو کی را بدست آورد و در بخش بهترین اثر مرموز و تریلر گودریدز به نیمه نهایی رسید. بعلاوه این رمان به چندین زبان دنیا ترجمه شده و  در ایران، نشر قطره در سال ۱۳۹۹ این کتاب را با ترجمه محدثه احمدی منتشر کرد. رمان پنجم بل با نام زن عزیزم در ژوئن ۲۰۱۹ منتشر شد که نشر البرز در سال ۱۳۹۹ با ترجمه ترزا شاهین آن را چاپ کرد. 
- آخرین نفس، میرا ۲۰۱۴[۸]
- افراد مورداعتماد ما، میرا ۲۰۱۵[۹]
- ازدواج دروغین، میرا ۲۰۱۷[۱۰]
- سه روز گم شدن، پارک رو بوکس ۲۰۱۸[۱۱]
- زن عزیزم، پارک رو بوکس ۲۰۱۹[۱۲]
- غریبه ای در دریاچه، پار رو بوکس ۲۰۱۰ [۱۳]

## زندگی شخصی
همسر بل یک کارآفرین آلمانی در زمینه املاک است و آن‌ها دو فرزند دارند.